# Ćirina Ada
Ćirina Ada, nekadašnji zaselak naselja Darda.

## Položaj
Nekadašnja je beljska pustara koja se nalazila 6–7 km zapadno od Darde, 6–7 km jugoistočno od Jagodnjaka, između kanala Barbara i dravskog nasipa (benta), oko 3 km od Drave.

## Povijest
Na popisima stanovništva iskazivala se kao dio naselja Darda od 1953. godine, kad je imala 55 stanovnika (godine 1961. imala je 116, a 1971. godine 126 stanovnika). U knjizi "Tri stoljeća Belja" (str. 61) spominje se i kao sitna naseobina uz Jagodnjak, a na karti Općine Beli Manastir kao Čirin ada.
Nakon velikih poplava 1965. godine, sve stanovništvo Ćirine Ade je iseljeno.

## Sport
U naselju je od 1954. do 1965. godine postojao nogometni klub Proleter.